# Помпеу
Помпеу (порт. Pompéu) — муниципалитет в Бразилии, входит в штат Минас-Жерайс. Составная часть мезорегиона Центр штата Минас-Жерайс. Входит в экономико-статистический микрорегион Трес-Мариас. Население составляет 30 331 человек на 2006 год. Занимает площадь 2557,734 км². Плотность населения — 11,9 чел./км².

## История
Город основан 1 января 1939 года.

## Статистика
- Валовой внутренний продукт на 2003 год составляет 150 093 910,00 реалов (данные: Бразильский институт географии и статистики).
- Валовой внутренний продукт на душу населения на 2003 год составляет 5287,60 реалов (данные: Бразильский институт географии и статистики).
- Индекс развития человеческого потенциала на 2000 год составляет 0,745 (данные: Программа развития ООН).